# Alfred Fabian Hess
Alfred Fabian Hess, född 9 oktober 1875, död 5 december 1933, var en amerikansk läkare.
Hess blev medicine doktor 1901 och professor i pediatrik vid New Yorks universitet 1915. Han har främst gjort sig känd för sina undersökningar om det antirakitiska vitaminets bildning under inflytande av ultraviolett ljus.